# Pétrel des Desertas
Pterodroma deserta
Espèce
Statut de conservation UICN

 VU D1+2 : Vulnérable
Le Pétrel des Desertas (Pterodroma deserta) est une espèce d'oiseaux de la famille des Procellariidae. Elle était et est encore parfois considérée comme une sous-espèce du Pétrel gongon (P. feae) et fut originellement décrit par Gregory Macalister Mathews comme sous-espèce du Pétrel soyeux (P. mollis).
Il se reproduit sur l'île de Bugio (îles Desertas, Madère).